# Малый Одинок
Малый Одинок — упразднённая деревня в Мценском районе Орловской области России. Входила в состав Протасовского сельского поселения. Упразднена в 2004 году.

## География
Деревня находилась в северной части Орловской области, в лесостепной зоне, в пределах центральной части Среднерусской возвышенности, в роще восточнее местной дороги соединяющей села Добрая Вода и Сычи, на расстоянии примерно 2 километров (по прямой) к западу от деревни Большой Одинок.

### Климат
Климат характеризуется как умеренно континентальный с умеренно морозной зимой и теплым, иногда жарким летом. Средняя многолетняя температура самого холодного месяца — января, составляет −9,4°C, температура самого теплого +19°С.

## История
Постановлением Орловской областной думы от 15 октября 2004 года № 32/645-ОС деревня Малый Одинок исключена из учётных данных.

## Население
Согласно результатам переписи 2002 года в деревне отсутствовало постоянное население.